# رودلف يانسن
رودلف يانسن (بالهولندية: Rudolf Jansen)‏ هو عازف بيانو هولندي، ولد في 19 يناير 1940.

## وصلات خارجية
- رودلف يانسن على موقع IMDb (الإنجليزية)
- رودلف يانسن على موقع ميوزك برينز (الإنجليزية)
- رودلف يانسن على موقع أول ميوزيك (الإنجليزية)
- رودلف يانسن على موقع ديسكوغز (الإنجليزية)